# Paco Plaza
Paco Plaza, właśc. Francisco Plaza Trinidad (ur. 8 lutego 1973 w Walencji) – hiszpański reżyser, scenarzysta i producent filmowy, specjalizujący się w tworzeniu horrorów.
Wspólnie z Jaumem Balagueró napisał scenariusze i wyreżyserował obrazy REC (2007) i REC 2 (2009), które stały się kultowymi na całym świecie filmami grozy. Reżyseria pierwszego z tych projektów przyniosła obydwu szereg wyróżnień, m.in. dwie nagrody za najlepszy film podczas festiwalu Fantasporto, a także nagrodę za reżyserię na MFF w Sitges.
W 2012 Plaza podjął się samodzielnej reżyserii horroru REC 3: Geneza. Projekt różnił się od swoich prequeli tonem i realizacją techniczną, przez co uzyskał negatywne recenzje krytyki.
Żoną reżysera jest aktorka Leticia Dolera.